# Cá rutilut Nam Âu
Cá rutilut Nam Âu, tên khoa học Sarmarutilus rubilio, là một loài cá vây tia trong họ Cyprinidae. Nó được tìm thấy ở vùng Tuscano-Latum của Ý và Thụy Sĩ. Môi trường sống tự nhiên của chúng là sông và hồ nước ngọt. Loài này đang bị đe dọa do mất môi trường sống. Đây là loài điển hình của chi Sarmarutilus.